# Kõera
Kõera – wieś w Estonii, w prowincji Lääne, w gminie Hanila. Według stanu na 2005 rok liczy 8 mieszkańców.